# Minke Booij
Minke Booij (Zaanstad, 24 de juny de 1977) és una jugadora d'hoquei sobre herba neerlandesa, ja retirada, guanyadora de tres medalles olímpiques.

## Biografia
Va néixer el 24 de juny de 1977 a la ciutat de Zaanstad, població situada a la província d'Holanda del Nord.

## Carrera esportiva
Membre del club d'hoquei Hockeyclub de la ciutat Den Bosch, va participar als 23 anys en els Jocs Olímpics d'Estiu de 2000 realitzats a Sydney (Austràlia), on va aconseguir guanyar la medalla de bronze en la competició femenina en derrotar la selecció espanyola. En els Jocs Olímpics d'Estiu de 2004 realitzats a Atenes (Grècia) va aconseguir la medalla de plata de la competició olímpica en perdre la final davant la selecció alemanya. En els Jocs Olímpics d'Estiu de 2008 realitzats a Pequín (República Popular de la Xina) va aconseguir guanyar la medalla d'or en derrotar en la final olímpica la selecció argentina.
Al llarg de la seva carrera ha guanyat dues medalles en la Copa del Món d'hoquei sobre herba, entre elles una medalla d'or: tres medalles al Campionat d'Europa d'hoquei herba, dues d'elles d'or; i vuit medalles al Champions Trophy, quatre d'elles d'or. L'any 2006 fou nomenada millor jugadora del món en hoquei sobre herba.